# Сезон атлантических ураганов 1933 года
В 1933 году количество ураганов в Атлантике достигло рекордной цифры — 21. Рекорд этот продержался до сезона 2005 года, когда возникло 28 ураганов. 10 циклонов достигло интенсивности урагана, пять из них были ураганами с устойчивым ветром свыше 179 км/ч. В начале октября в районе Багамских островов была достигнута скорость ветра 240 км/ч.
Шторма и ураганы в этом году не имели собственных имён, а просто получали порядковые номера.